# ОГ
ОГ је професионална е-спорт организација са седиштем у Европи. Оформљена је 2015 године, најпознатија је по њиховој постави играча која је освојила турнир у видео игри Дота 2 две године за редом Интернационал 2018 и Интернационал 2019. Заједно са тимовима за Доту 2, такође воде тимове у игрицама као што су Супер Смеш Брос(енгл. Super Smash Bros) и Кантер-Страјк:Глобална Офанзива(енгл. Counter-Strike: Global Offensive; CS:GO).

## Историја
Првобитну организацију Мајмунска посла (енгл. Monkey Business) Августа 2015 године су направили играчи Тал "Fly" Азик (Tal Aizik) и Јохан "N0tail" Сандштајн (Johan Sundstein) бивши играчи у Тим Сикрет(енг.Team secret), заједно са Давид "MoonMeander" Тан (David Tan) бившег играча Компексити Гејминг-а(енгл. Complexity Gaming), Амер "Miracle" Ал-Баркави (Amer Al-Barkawi) као и Андреас "Cr1t" Нилсен  (Andreas Nielsen). Убрзо након невероватног пролаза кроз Европске квалификације за већи турнир у Франкфурту, усвојили су име ОГ. Освојили су прво место на турниру у Франкфурту у новембру 2015 године као и награду од 1 милион америчких долара. Упркос лошом представом на следећем великом турниру у Шангају у мају 2016 године, успели су да освоје прво место на великом турниру у Манили у јуну 2016 године.
ОГ је наступио на турниру Интернационал 2016 као фаворит након што су заслужили њиховим достигнућима на великим турнирима директан позив на овај престижан турнир видео игре Дота 2. Завршили су на позицији од 9 до 12, од укупно шеснаест тимова. У августу 2016 године, MoonMeander, Miracle и Cr1t су напустили тим а придружили су им се Густав "s4" Магнусон (Gustav Magnusson), Анатан "ana" Фам  (Anathan Pham) и Џеси "JerAx" Ваника  (Jesse Vainikka). Упркос новим играчима, ОГ је освојио већи турнир у Бостону децембра 2016 године, и са тим трећу титулу већег турнира. Након Бостона успели су да прођу до финала турнира Азијског Шампионата у Шангају, где су се борили са екипом Инвиктус Гејминг (енгл. Invictus Gaming) и у серији од пет мечева изгубили од противника. Након тога ОГ је наступио на већем турниру у Кијеву, где су освојоли прво место победивши Виртус Про (енгл. Vitrus Pro) екипу у серији од пет мечева. У мају 2018 године, организација је потписала уговор за представљање у видео игри Супер Смеш Брос. Истог месеца, Тал "Fly" Азик (Tal Aizik) и Густав "s4" Магнусон (Gustav Magnusson) су напустили тим, због промена у саставу екипе након дозвољеног рока, ОГ није могао да буде квалификован за директан позив на Интернационал 2018 или за Регионалне квалификације и морали су да играју кроз отворене квалификације за те турнире. Пошто су им била потребна три нова играча само две недеље пре него што су квалификације почеле, ОГ је потписао са Топиас "Topson" Тавиштаинен(Topias Taavitsainen), новог играча на сцени који никад није играо на некој великој сцени пре квалификација, Себастјан "Ceb" Деб (Sébastien Debs) који је пре тога био тренер екипи и Анатан Фам, који се враћао са годишње паузе после елиминације са турнира Интернационал 2017. ОГ је прошао отворене квалификације и победом у Европским квалификацијама заслужио директан позив на Интернационал 2018.

### Сезона 2018-2019
На Интернационалу 2018, ОГ је био смештен у групи А, завршили су на четвртом месту што их је пласирало у више коло. У следећем колу су нанизали победе до самог финала где су се састали са екипом ПСГ.ЛГД победника нижег кола, коју је ОГ већ поразио у финалу за више коло. У финалу играло се укупно пет мечева, ОГ је победио први меч али је изгубио наредна два, пошто им је била потребна победа на следећем мечу да не би изгубили серију мечева, ОГ је прилагодио своју тактику где би направили свој главни потез направили у касној игри, спровевши тактику како треба ОГ је победио у четвртом мечу и на сличан начин победио и пети меч што им је осигурало победу на овом такмичењу. Њихову победу нико није очекивао, прошли су отворене квалификације и однели су победу над уиграним тимовима који су били фаворити публике. Њихова победа је надахнула многе, прича о слабијем тиму која је успела да се избори до самог краја и освоји турнир, екипа је такође зауставила рекорд и тренд победе Кинеских тимова.
У новембру 2018, Ана опет напушта тим након објаве да узима одмор од професионалне Дота 2 сцене, Per Anders "Pajkatt" Olsson Lille и Игор "iLTW" Филатов (Igor Filatov) су га мењали на његовој позицији док се није вратио у марту 2019. У априлу тим је играо против ОпенАИ Пет (енгл. OpenAI Five), групе ботова направљене са вештачком интелигенцијом, која је коришћењем машинског учења научила да игра и однела победу над ОГ на сцени у Сан Франциску. Касније тог месеца, Титуан Мерлоз мења Кристијана Банасеана као тренера ове екипе. ОГ је добио директан позив на турнир Интернационал 2019 тако што су постигли дванаесто место на турниру Дота Про Циркут (енгл. Dota pro circuit). На Интернационал турниру прошли су групу са 14 победа и две изгубљене где су се пласирали у више коло и победивши Тим Ликвид (енгл. Team Liquid) у великом финалу са 3 према 1 освојили су 15.6 милиона америчких долара од 34 милиона америчких долара колико је било скупљено за награде на овом турниру. ОГ је ушао у историју као једини тим који је две године за редом шампион на овом турниру.
У децембру 2019, ОГ је најавио свој тим за видео игру Кантер Страјк. Дота 2 тим је прошао кроз промене у Јануару 2020, Анатан је напустио тим као и Џеси који је рекао да ће отићи у пензију, Себастјан је напустио активни тим да би се више концентрисао на друге играче и на њихов развој. Замена за њих је у ОГ стигла у виду три нова искусна играча Сајед "Sumail" Хасан (Syed Hassan), Јеик "MidOne" Наи Женг (Yeik Nai Zheng) и Мартин "Saksa" Саздов (Martin Sazdov).